# Morgan (gruppo musicale)
I Morgan sono stati un gruppo rock progressivo inglese fondato da Morgan Fisher e Maurice Bacon provenienti dai Love Affair, attivo dal 1971 al 1973. Il cantante-chitarrista Tim Staffell era stato membro fondatore, con Brian May e Roger Taylor degli Smile. Il loro disco d'esordio, Nova Solis del 1972, registrato in Italia, negli studi della RCA, è considerato uno dei primi dischi psichedelici a sfruttare le potenzialità del sintetizzatore VCS 3.

## Formazione
- Morgan Fisher - tastiere, sintetizzatore
- Tim Staffell - voce, chitarra acustica
- Bob Sapsed - basso
- Maurice Bacon - batteria, percussioni

## Discografia
- 1972 - Nova Solis
- 1973 - The Sleeper Wakes (noto anche come Brown Out)